# Turcomenistão nos Jogos Olímpicos de Verão de 2012
O Turcomenistão competiu nos Jogos Olímpicos de Verão de 2012, que aconteceram na cidade de Londres, no Reino Unido, de 27 de julho até 12 de agosto de 2012.

## Desempenho

### Atletismo
Masculino
| Atleta         | Evento               | Preliminar | Preliminar | Quartas-de-final | Quartas-de-final | Semifinal | Semifinal | Final       | Final       |
| Atleta         | Evento               | Marca      | Posição    | Marca            | Posição          | Marca     | Posição   | Marca       | Posição     |
| -------------- | -------------------- | ---------- | ---------- | ---------------- | ---------------- | --------- | --------- | ----------- | ----------- |
| Mergen Mamedov | Arremesso de martelo | 68,39m     | 35º        |                  |                  |           |           | Não avançou | Não avançou |

### Halterofilismo
Masculino
| Atleta             | Evento | Arranque (kg) | Arremesso (kg) | Total (kg) | Posição |
| ------------------ | ------ | ------------- | -------------- | ---------- | ------- |
| Umurbek Bazarbayev | -62kg  | 135,0         | 167,0          | 302,0      | 6º      |
| Daniyar Ismayilov  | -69kg  | 145,0         | 165,0          | 310,0      | 13º     |
| Mansur Rejepov     | -85kg  | 160,0         | DNF            | DNF        | DNF     |

### Natação
Feminino
| Atletas         | Evento      | Eliminatórias | Eliminatórias | Semifinal | Semifinal | Final       | Final       |
| Atletas         | Evento      | Tempo         | Posição       | Tempo     | Posição   | Tempo       | Posição     |
| --------------- | ----------- | ------------- | ------------- | --------- | --------- | ----------- | ----------- |
| Jennet Saryyeva | 400 m livre | 5min40s29     | 35º           |           |           | Não avançou | Não avançou |